# 카디프 대학교

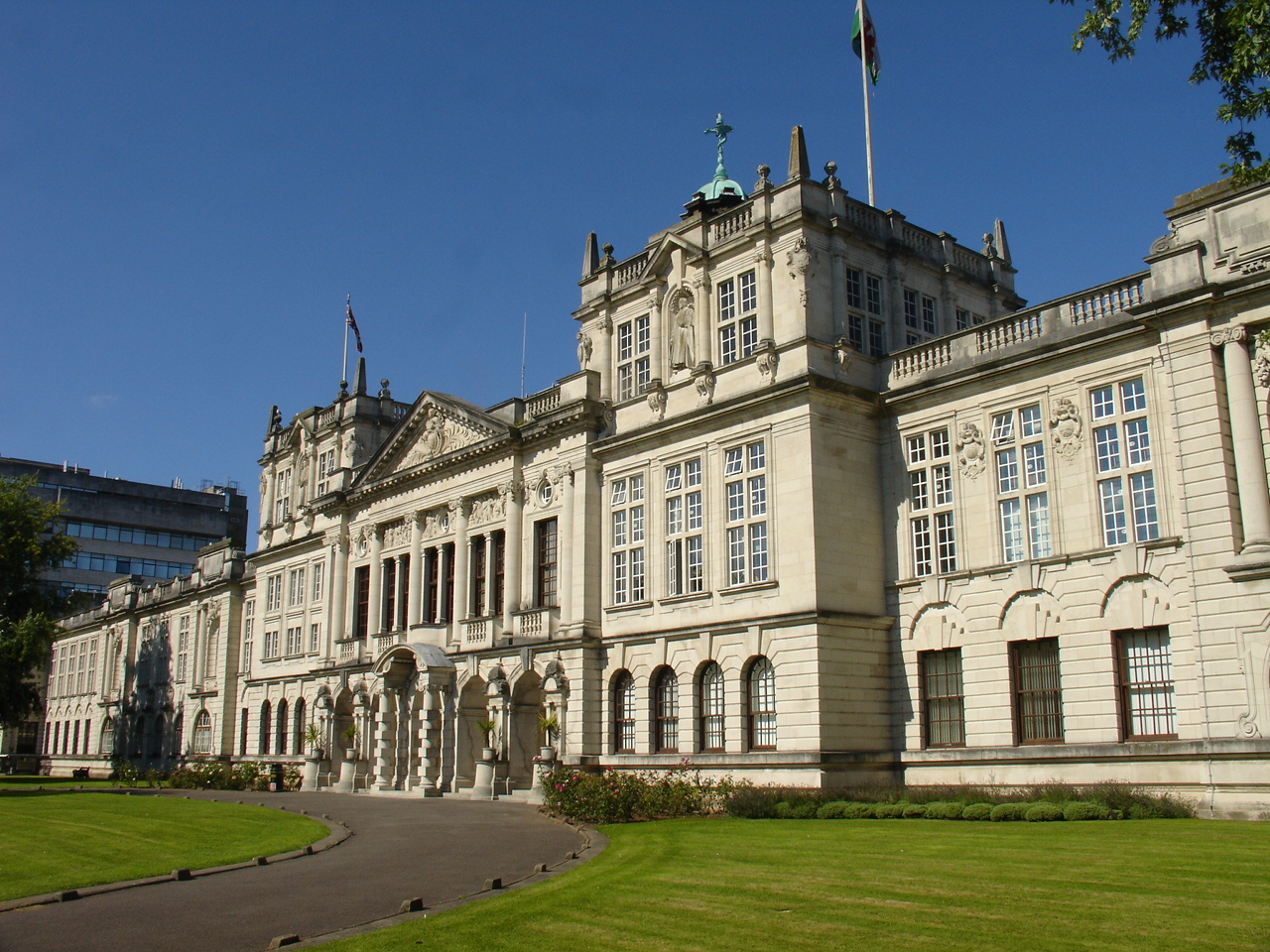
카디프 대학교

카디프 대학교(Cardiff University)는 웨일스 카디프에 위치한 대학교이다. 카디프 대학교는 1883년에 설립되었다.